# Vouvray-sur-Huisne
Vouvray-sur-Huisne és un municipi francès situat al departament del Sarthe i a la regió de País del Loira. L'any 2007 tenia 140 habitants.

## Demografia

### Població
El 2007 la població de fet de Vouvray-sur-Huisne era de 140 persones. Hi havia 50 famílies de les quals 15 eren unipersonals (11 homes vivint sols i 4 dones vivint soles), 8 parelles sense fills i 27 parelles amb fills.
La població ha evolucionat segons el següent gràfic:
Habitants censats

### Habitatges
El 2007 hi havia 60 habitatges, 48 eren l'habitatge principal de la família, 8 eren segones residències i 4 estaven desocupats. Tots els 60 habitatges eren cases. Dels 48 habitatges principals, 33 estaven ocupats pels seus propietaris, 12 estaven llogats i ocupats pels llogaters i 2 estaven cedits a títol gratuït; 4 tenien dues cambres, 6 en tenien tres, 11 en tenien quatre i 27 en tenien cinc o més. 37 habitatges disposaven pel capbaix d'una plaça de pàrquing. A 12 habitatges hi havia un automòbil i a 30 n'hi havia dos o més.

### Piràmide de població
La piràmide de població per edats i sexe el 2009 era:
| Homes | Edats   | Dones |
| ----- | ------- | ----- |
| 0     | 95 o +  | 0     |
| 0     | 90 a 94 | 0     |
| 4     | 85 a 89 | 0     |
| 0     | 80 a 84 | 0     |
| 0     | 75 a 79 | 0     |
| 0     | 70 a 74 | 0     |
| 0     | 65 a 69 | 0     |
| 8     | 60 a 64 | 4     |
| 4     | 55 a 59 | 0     |
| 0     | 50 a 54 | 4     |
| 0     | 45 a 49 | 4     |
| 4     | 40 a 44 | 4     |
| 8     | 35 a 39 | 8     |
| 0     | 30 a 34 | 4     |
| 12    | 25 a 29 | 0     |
| 0     | 20 a 24 | 0     |
| 4     | 15 a 19 | 4     |
| 8     | 10 a 14 | 0     |
| 0     | 5 a 9   | 0     |
| 4     | 0 a 4   | 0     |

## Economia
El 2007 la població en edat de treballar era de 85 persones, 71 eren actives i 14 eren inactives. De les 71 persones actives 67 estaven ocupades (39 homes i 28 dones) i 4 estaven aturades (2 homes i 2 dones). De les 14 persones inactives 3 estaven jubilades, 5 estaven estudiant i 6 estaven classificades com a «altres inactius».
Activitats econòmiques
L'únic establiment que hi havia el 2007 era d'una empresa de fabricació d'altres productes industrials.

## Poblacions més properes
El següent diagrama mostra les poblacions més properes.